# Kim Andersen
Kim Andersen (Malling, 10 febbraio 1958) è un dirigente sportivo ed ex ciclista su strada danese Professionista dal 1980 al 1992, vinse una Freccia Vallone, una tappa al Tour de France e una alla Vuelta a España. Fu il primo corridore danese a indossare la maglia gialla del Tour de France, nell'edizione 1983. Dopo il ritiro ha ricoperto incarichi tecnici presso formazioni professionistiche; dal 2014 è direttore sportivo del team Trek-Segafredo.

## Carriera
Durante la carriera da professionista, Andersen fu trovato per sette volte positivo a controlli antidoping. In seguito ad uno di essi, perse il secondo posto ottenuto alla Freccia Vallone nel 1986. Nel 1992, dopo essere stato trovato positivo per la settima volta, fu licenziato dalla Z; concluse la carriera nella stessa stagione. Con la nazionale danese prese parte a dieci edizioni dei campionati del mondo.
Terminata la carriera di corridore, divenne direttore sportivo dei team Chicky World e Fakta, per poi passare nel 2004 al Team CSC. Nel 2010 risolve il contratto con la squadra di Bjarne Riis, contribuendo successivamente alla nascita di una nuova squadra, il Team Leopard-Trek, capitanata dai fratelli lussemburghesi Andy e Fränk Schleck.

## Palmarès
- 1979 (Dilettanti)

3ª tappa, 2ª semitappa Internationale Niedersachsen-Rundfahrt
4ª tappa Internationale Niedersachsen-Rundfahrt
Classifica generale Internationale Niedersachsen-Rundfahrt
- 1981 (Miko, tre vittorie)

Grand Prix de Cannes
10ª tappa Vuelta a España (Murcia > Almussafes)
5ª tappa Étoile des Espoirs
- 1982 (Coop, quattro vittorie)

3ª tappa Ronde van Nederland
4ª tappa Quatre jours de Dunkerque
3ª tappa Grand Prix du Midi Libre
3ª tappa Tour de l'Aude
- 1983 (Coop, tre vittorie)

Trophée des Grimpeurs
Grand Prix de Monaco
12ª tappa Tour de France (Fleurance > Roquefort-sur-Soulzon)
- 1984 (Coop, cinque vittorie)

Freccia Vallone
1ª tappa Tour du Limousin
Classifica generale Tour du Limousin
Grand Prix d'Isbergues
4ª tappa Quatre jours de Dunkerque
- 1985 (La Vie Claire, tre vittorie)

2ª tappa Danmark Rundt
2ª tappa Tour de Midi-Pyrénées
5ª tappa Étoile des Espoirs
- 1986 (La Vie Claire, due vittorie)

Parigi-Camembert
3ª tappa Tour of Ireland
- 1987 (Toshiba, otto vittorie)

Campionati danesi, Prova in linea
2ª tappa Post Danmark Rundt
3ª tappa Post Danmark Rundt
Classifica generale Post Danmark Rundt
Paris-Bourges
4ª tappa Tour du Limousin
3ª tappa Étoile de Bessèges
Scandinavian Open Road Race
- 1989 (Z, due vittorie)

3ª tappa, 2ª semitappa Troféu Joaquim Agostinho
6ª tappa Troféu Joaquim Agostinho
- 1990 (Z, tre vittorie)

Grand Prix de Cholet
11ª tappa Tour de Suisse
3ª tappa, 4ª semitappa Tour du Vaucluse
- 1991 (Z, tre vittorie)

Grand Prix de la Ville de Rennes
1ª tappa Tour du Poitou-Charentes
Classifica generale Tour du Poitou-Charentes

### Altri successi
- 1983

1ª tappa Danmark Rundt (criterium)
4ª tappa Danmark Rundt (criterium)
Classifica generale Danmark Rundt
2ª tappa Tour de France (cronosquadre)
- 1984

5ª tappa Danmark Rundt (criterium)
7ª tappa Danmark Rundt (criterium)
Classifica generale Danmark Rundt
- 1985

3ª tappa Tour de France (cronosquadre)

## Piazzamenti

### Grandi Giri
- Tour de France

1981: ritirato (6ª tappa)
1982: 17º
1983: 28º
1984: 50º
1985: 47º
1987: 62º
- Vuelta a España

1981: 30º

### Classiche monumento
- Milano-Sanremo

1985: 123º
- Giro delle Fiandre

1987: 82º
- Liegi-Bastogne-Liegi

1983: 53º
1984: 12º
1985: 32º
1986: 37º
1987: 25º
1989: 42º
1990: 102º
- Giro di Lombardia

1984: 23º
1990: 70º

### Competizioni mondiali
- Campionati del mondo

Sallanches 1979 - In linea Dilettanti: 19º
Sallanches 1980 - In linea: ritirato
Goodwood 1982 - In linea: 15º
Altenrhein 1983 - In linea: ritirato
Barcellona 1984 - In linea: ritirato
Giavera del Montello 1985 - In linea: 14º
Villach 1987 - In linea: 30º
Chambéry 1989 - In linea: ritirato
Utsunomiya 1990 - In linea: ritirato
Stoccarda 1991 - In linea: 38º
Benidorm 1992 - In linea: ritirato